# Bezirk Saint-Maurice
Der District de Saint-Maurice im Kanton Wallis besteht aus folgenden Gemeinden 
(Stand: 1. Januar 2013):
| Wappen        | Name der Gemeinde | Einwohner (31. Dezember 2023) | Fläche in km² | Einw. pro km² |
| ------------- | ----------------- | ----------------------------- | ------------- | ------------- |
| Collonges     | Collonges         | 865                           | 12,21         | 71            |
| Dorénaz       | Dorénaz           | 1103                          | 12,58         | 88            |
| Evionnaz      | Evionnaz          | 1482                          | 48,08         | 31            |
| Finhaut       | Finhaut           | 400                           | 22,82         | 18            |
| Massongex     | Massongex         | 2044                          | 6,64          | 308           |
| Saint-Maurice | Saint-Maurice     | 4574                          | 14,92         | 307           |
| Salvan        | Salvan            | 1483                          | 53,46         | 28            |
| Vernayaz      | Vernayaz          | 1864                          | 5,59          | 333           |
| Vérossaz      | Vérossaz          | 893                           | 14,29         | 62            |
| Total (9)     | Total (9)         | 14'708                        | 190,59        | 77            |

## Veränderungen im Gemeindebestand

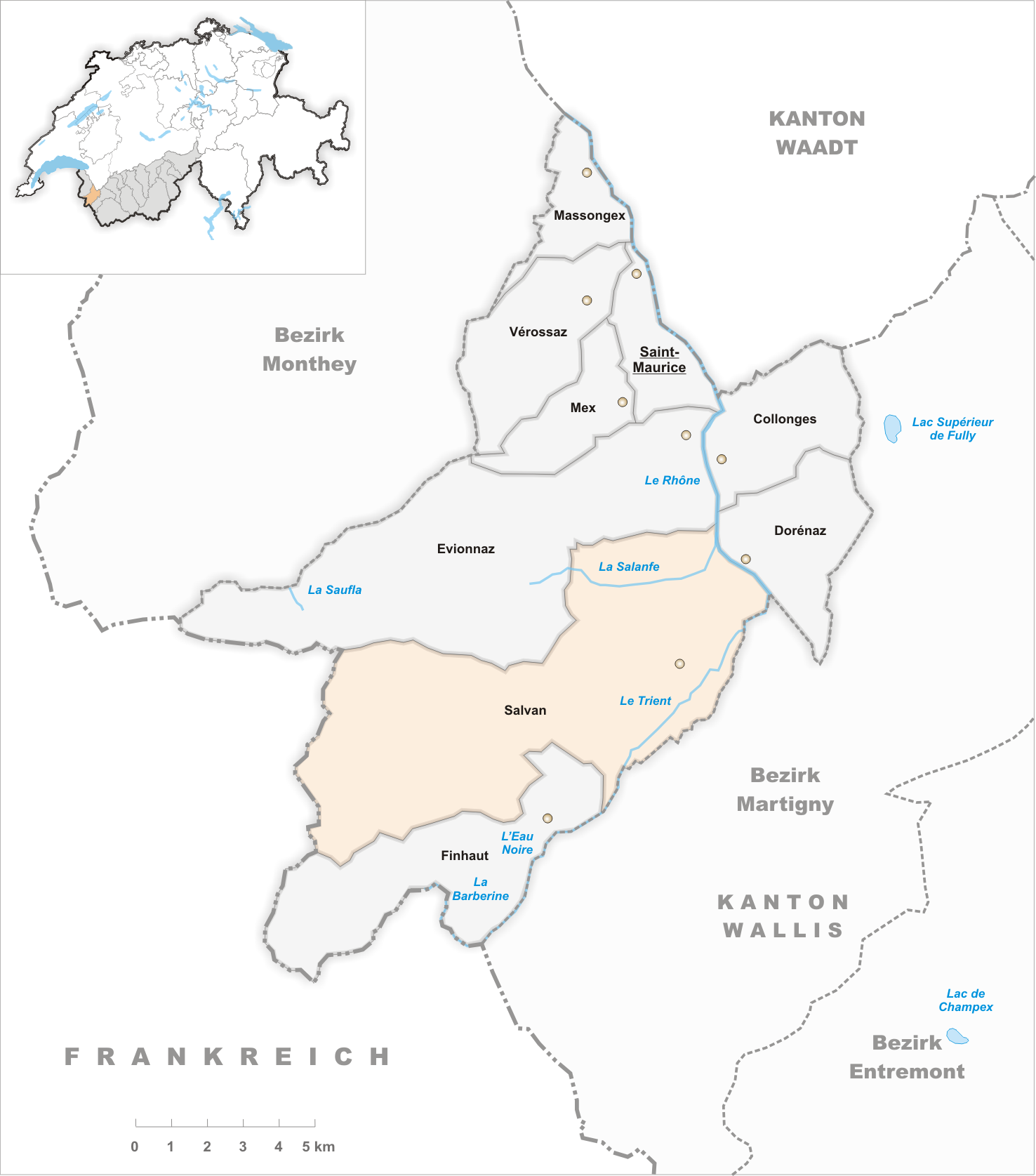
Gemeinden bis 1912
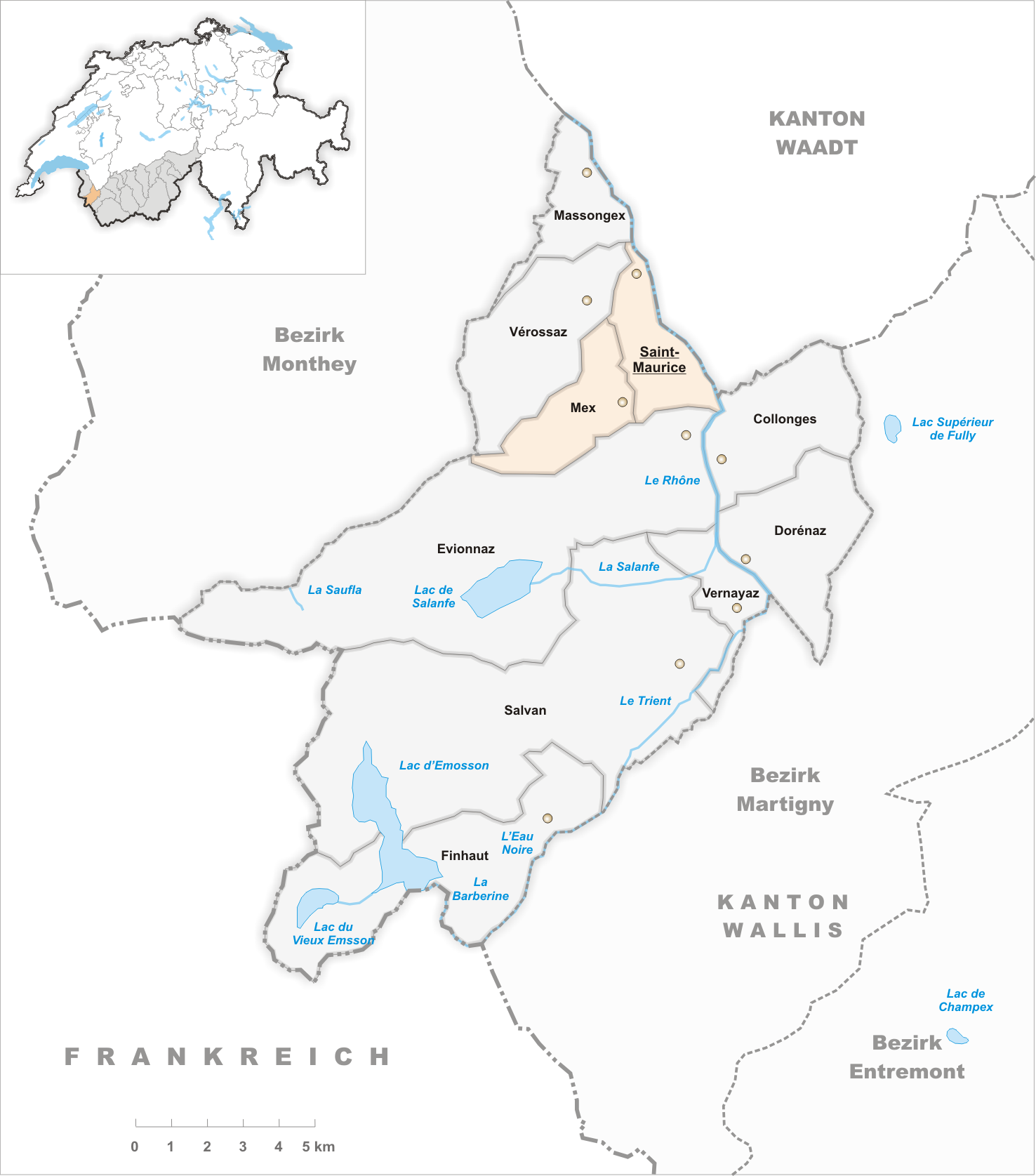
Gemeinden bis 2012

- 1913: Abspaltung von Salvan → Vernayaz
- 2013: Fusion Mex und Saint-Maurice → Saint-Maurice